# Deine letzte Stunde
Deine letzte Stunde (Originaltitel: El desorden que dejas) ist eine spanische Fernsehserie, die im Drama- und Thrillergenre angesiedelt ist. Die Serie wurde international auf Netflix ausgestrahlt. Die Serie wurde von Carlos Montero geschaffen, der auch den gleichnamigen Roman, auf dem die Serie basiert, schrieb und auch bei der Serie Élite mitwirkte.
Nach einer Staffel gab Netflix die Einstellung der Serie bekannt.

## Handlung
Raquel will nach dem Tod ihrer Mutter wieder einen Neustart in ihrem Leben wagen und nimmt deswegen einen Job als Lehrerin für Literatur in einer galizischen Kleinstadt an. Ihr Ehemann, Germán, stammt aus eben jener Kleinstadt. An ihrer neuen Schule angekommen, stößt sie auf eine Mauer des Schweigens bezüglich des Ablebens ihrer Vorgängerin Viruca, die sich anscheinend das Leben nahm. Als Raquel selber mysteriöse Nachrichten bekommt, beginnt die an Albträumen leidende Lehrerin zu ermitteln, unter welchen Umständen Viruca ums Leben kam.

## Kritik
Die Miniserie wurde überwiegend positiv aufgenommen; bei film-Rezensionen.de erhielt sie 3,8 von 5 Sternen.

## Besetzung und Synchronisation
| Rollenname                        | Darsteller/in      | Synchronsprecher/in |
| --------------------------------- | ------------------ | ------------------- |
| Raquel Valero                     | Inma Cuesta        | Kaya Marie Möller   |
| Elvira „Viruca“ Ferreiro Martínez | Bárbara Lennie     | Manja Doering       |
| Germán Araujo                     | Tamar Novas        | Jannik Endemann     |
| Iago Nogueira                     | Arón Piper         | Amadeus Strobl      |
| Mauro Muñiz                       | Roberto Enriquez   | Oliver Siebeck      |
| Roi Fernández                     | Roque Ruiz         | Max Felder          |
| Nerea Casado                      | Isabel Garrido     | Alice Bauer         |
| Demetrio Araujo                   | Federico Pérez Rey | Bernhard Völger     |

## Episodenliste
| Nr.                                                                        | Deutscher Titel                     | Originaltitel             | Regie          | Drehbuch                      |
| -------------------------------------------------------------------------- | ----------------------------------- | ------------------------- | -------------- | ----------------------------- |
| 1                                                                          | In der Höhle des Löwen              | En la boca del lobo       | Carlos Montero | Carlos Montero                |
| 2                                                                          | Sie wissen es                       | Lo saben                  | Carlos Montero | Carlos Montero                |
| 3                                                                          | Zähl bis drei                       | Cuenta hasta tres         | Silvia Quer    | Javier Holgado Vicente        |
| 4                                                                          | Abwärtsspirale                      | Caída en picado           | Silvia Quer    | Carlos Montero                |
| 5                                                                          | Der geheime Ort                     | El lugar secreto          | Silvia Quer    | Javier Holgado Vicente        |
| 6                                                                          | Deine dunkle Seite                  | Lo que no quiso ver en ti | Roger Gual     | Andrés Seara & Carlos Montero |
| 7                                                                          | Das dritte Opfer                    | La tercera víctima        | Roger Gual     | Javier Holgado Vicente        |
| 8                                                                          | Das Chaos, das du hinterlassen hast | El desorden que dejas     | Roger Gual     | Carlos Montero                |
| Die komplette Serie wurde am 11. Dezember 2020 auf Netflix veröffentlicht. |                                     |                           |                |                               |